# 11246 Orvillewright
A 11246 Orvillewright (ideiglenes jelöléssel 4250 T-3) a Naprendszer kisbolygóövében található aszteroida. Cornelis Johannes van Houten,  Ingrid van Houten-Groeneveld és Tom Gehrels fedezte fel 1977. október 16-án.